# 奧格登 (阿肯色州)
奧格登（英語：Ogden）是一個位於美國阿肯色州利特爾里弗縣的城市。

## 地理
奧格登的座標為33°35′11″N 94°02′43″W / 33.58639°N 94.04528°W，而該地的平均海拔高度為96米（即315英尺）。

## 人口
根據2020年美國人口普查的數據，奧格登的面積為0.99平方千米，皆為陸地。當地共有人口131人，而人口密度為每平方千米132人。